# Municipio de Arbana
El municipio de Arbana (en inglés: Arbana Township) es un municipio ubicado en el condado de Stone en el estado estadounidense de Arkansas. En el año 2010 tenía una población de 861 habitantes y una densidad poblacional de 7,56 personas por km².

## Geografía
El municipio de Arbana se encuentra ubicado en las coordenadas 35°47′46″N 91°59′54″O / 35.79611, -91.99833. Según la Oficina del Censo de los Estados Unidos, el municipio tiene una superficie total de 113.87 km², de la cual 113,87 km² corresponden a tierra firme y (0 %) 0 km² es agua.

## Demografía
Según el censo de 2010, había 861 personas residiendo en el municipio de Arbana. La densidad de población era de 7,56 hab./km². De los 861 habitantes, el municipio de Arbana estaba compuesto por el 97,79 % blancos, el 0,7 % eran amerindios, el 0,58 % eran asiáticos y el 0,93 % eran de una mezcla de razas. Del total de la población el 0,93 % eran hispanos o latinos de cualquier raza.